# Gedrongen witsteelfranjehoed
De gedrongen witsteelfranjehoed (Psathyrella hydrophiloides) is een schimmel behorend tot de familie Psathyrellaceae. Hij leeft saprotroof op of bij dode stammen en stronken van de beuk (Fagus sylvatica) en eiken (Quercus). Hij komt voor in loof- en gemengde bossen, soms in open duin, op zandige, zure tot kalkhoudende bodems.

## Kenmerken
Hoed
De hoed heeft een diameter van 20 tot 25 mm. Hij is hygrofaan. De kleur is chocoladebruin en niet doorschijnend gestreept als het vochtig is, bleekachtig drogend tot okergeel-beige zonder rode tinten.
Lamellen
De lamellen zijn zeer smal aangehecht en donkerbruin van kleur.
Steel
De steel heeft een lengte tot 15 mm en een dikte tot 4 mm. De kleur is witachtig. De holle steel is zeer fijn vezelig, zijdeachtig, met dicht wollig mycelium en
vormt een volva-achtige structuur aan de steelvoet.
Sporenprint
De sporenprint is donkerbruin.

### Microscopische kenmerken
De sporen zijn glad, ellipsoïde in vooraanzicht, enigszins faseoliform in zijaanzicht, dikwandig, met een duidelijke kiempore, grijsbruin in KOH, lichtbruin in 10% NH4OH en meten 5,5–6 × 3–3,5. De cheilocystidia zijn utriform, sommige gezwollen aan de top, hyaliene, dunwandig, talrijk aanwezig en meten 18–25 × 5–10 μm. De pleurocystidia zijn er hetzelde uit en meten 30–35 × 8,5–16,0 μm. De gespen zijn talrijk aanwezig in de corticale laag van de steel.

## Vergelijkbare soorten
Hij lijkt sterk op de witsteelfranjehoed, maar is meer gedrongen, gewoonlijk solitair groeiend, het velum aan de hoedrand is dunner en de de sporen hebben een duidelijkere kiempore.

## Verspreiding
De gedrongen witsteelfranjehoed komt voor in Europa. In Nederland komt de gedrongen witsteelfranjehoed zeldzaam voor.